# Silent Hill: Mobile 2
Silent Hill: Mobile 2 (erroneamente referido como Silent Hill: Orphan 2) é um jogo eletrônico point and click da série Silent Hill, sendo a continuação de Silent Hill: Orphan e depois continuado por Silent Hill: Mobile 3. Foi desenvolvido pela produtora Gamefederation AB para celulares com o sistemas BREW e J2ME, e lançado em novembro de 2008 pela Konami.

## Sinopse
Silent Hill: Mobile 2 e se passa há cerca de 10 anos dos eventos de seu precursor, Silent Hill: Orphan, e é dividido em duas partes. Na primeira parte do jogo, o jogador controla um homem jovem que acorda em uma clínica hospitalar, na cidade de Silent Hill, sem se lembrar quem é ou o porque de estar lá. Já na segunda parte depois de jogar com o jovem, o jogador assume o papel de um homem de meia-idade chamado Vincent, que vai até o mesmo hospital depois de receber uma carta anônima, de alguém dizendo que "sabe de tudo" e vai denunciá-lo se ele não for se encontrar com essa pessoa lá.

## Visão Geral
O jogo possui uma jogabilidade idêntica a de seu antecessor, mas contendo alguns elementos novos. Todo o jogo é jogado em primeira pessoa e se baseia em algumas poucas batalhas contra inimigos e resolver enigmas intuitivos para avançar na história, geralmente recebendo poucas ou nenhuma dica sobre como faze-lo, dicas essas que geralmente ficam escondidas no cenário, instigando o jogador a examinar tudo. Assim como no resto da série Silent Hill, a maior parte dos mistérios e fatos no jogo não são claramente explicados, o jogador recebe apenas algumas dicas para interpretar e tirar suas próprias conclusões sobre o enredo intrigante.
As batalhas do jogo são consideravelmente fáceis, e é possível terminá-lo em menos de meia hora se você sabe aonde tem que ir e o que tem que fazer. Mas para alguém que joga a primeira vez, podem ser necessárias inúmeras horas até se entender os enigmas e as dicas dos mesmos.

### Exploração do cenário
Assim como em Orphan, é necessário explorar duas versões do hospital, a primeira delas é o mundo real, a segunda é uma dimensão alternativa. Depois de abrir o portal pra dimensão alternativa, o jogador pode alternar livremente entre elas e o que se faz em uma dimensão altera a outra. Várias vezes, por exemplo, só é possível destrancar alguma porta do hospital na sua versão alternativa.
Nos cenários do jogo, ao clicar em algum elemento ou objeto, um menu é aberto contendo três ícones: uma imagem de um olho, uma de uma mão, e a de uma mochila. O olho faz o personagem examinar o objeto ou fazer um comentário, a mão serve para interagir ou coletar o objeto para o inventário, e a mochila abre o inventário do personagem para usar/interagir itens no objeto.

### Batalhas
Conforme se avança o jogo, andando pelos corredores do hospital na dimensão alternativa, o jogador vai encontrar um tipo de monstro e é necessário matá-lo pra continuar. Quanto ao sistema de batalha, é bem simples. O botão nº 1 do celular é usado para entrar no "weapon mode": o personagem saca sua arma e o nº 5 faz ele usá-la, enquanto o nº 3 é usado para recuperar a vitalidade depois de ter recolhido um item de cura. Na primeira parte do jogo o protagonista usa um cano de ferro ilimitado, já na segunda, Vincent usa um revólver e é necessário encontrar munição depois de cada batalha. Durante a batalha, um sinal aparece sobre o inimigo indicando seu ponto fraco e após alguns segundos muda de lugar, então para matá-lo, deve-se mirar rapidamente nesse ponto fraco e usar a arma antes que ele ataque o personagem.
As batalhas são indiscutivelmente muito fáceis; os monstros demoram para atacar e sempre são necessários apenas alguns golpes/tiros pra matar cada inimigo. Vale considerar também que todas as aparições desses inimigos são predeterminadas depois de se recolher um determinado item-chave ou resolver um puzzle, você nunca vai encontrar um monstro aleatoriamente andando pelo hospital, e a munição e os itens de cura sempre aparecem no mesmo lugar infinitamente, quando o jogador precisar, é só ir buscar depois de cada encontro com as criaturas.

## Recepção
Silent Hill: Mobile 2 foi anunciado na convenção de jogos GC 2008  onde foram divulgados um trailer mostrando sua jogabilidade e algumas artes conceituais de cenários do jogo. Não se tem informações sobre a vendagem do jogo, a Konami apenas diz na página oficial de Silent Hill: Mobile 3 que a trilogia Orphan foi bem recebida.
O único órgão especializado que analisou Silent Hill: Mobile 2 na época de seu lançamento foi o site inglês Pocket Gamer, onde foi elogiado de forma geral principalmente pelos cenários bem trabalhados e seus enigmas lógicos, porém foi criticado principalmente pela história clichê de um protagonista que acorda desmemoriado e também por pequenos problemas, como o tempo que o mapa do jogo demora para abrir e fechar.